# Boston Celtics 2004-2005
La stagione 2004-05 dei Boston Celtics fu la 59ª nella NBA per la franchigia.
I Celtics allenati per il primo anno da Doc Rivers vinsero la Atlantic Division della Eastern Conference con un record di 45-37. Nei play-off persero al primo turno con gli Indiana Pacers (4-3), perdendo la decisiva gara sette in casa per 97 a 70.

## Arrivi/partenze

### Draft
| Giro | Scelta | Giocatore    | Ruolo | Nazione     | College/liceo             |
| ---- | ------ | ------------ | ----- | ----------- | ------------------------- |
| 1    | 15     | Al Jefferson | AG    | Stati Uniti | Prentiss HS (Mississippi) |
| 1    | 24     | Delonte West | G/P   | Stati Uniti | Saint Joseph's            |
| 1    | 25     | Tony Allen   | G     | Stati Uniti | Oklahoma State            |
| 2    | 40     | Justin Reed  | AP    | Stati Uniti | Ole Miss                  |

### Scambi
| 2 agosto, 2004 | Ai Boston CelticsGary Payton, Rick Fox, scelta condizionale al primo giro e conguaglio in denaro | Ai Los Angeles LakersChris Mihm, Chucky Atkins, e Jumaine Jones |

| 8 febbraio, 2005 | Ai Boston Celticsscelta condizionale al secondo giro del draft 2005 | Ai Phoenix SunsWalter McCarty, e conguaglio in denaro |

| 24 febbraio, 2005 | Ai Boston CelticsAntoine Walker | Agli Atlanta HawksGary Payton, Tom Gugliotta, Michael Stewart, e una futura scelta al primo giro |

| 24 febbraio, 2005 | Ai Boston Celticsscelta al primo giro del draft 2007 | Ai Cleveland CavaliersJiří Welsch |

### Mercato

#### Acquisti
| Giocatore     | Firmato   | Provenienza   |
| Mark Blount   | 14 luglio | rifirmato     |
| Chris Mihm    | 6 agosto  | rifirmato     |
| Tom Gugliotta | 16 agosto | Utah Jazz     |
| Gary Payton   | 4 marzo   | Atlanta Hawks |

#### Cessioni
| Giocatore      | Ceduto     | Destinazione      |
| Brandon Hunter | 22 giugno  | Charlotte Bobcats |
| Dana Barros    | 1º luglio  | ritirato          |
| Rick Fox       | 1º ottobre | ritirato          |
| Ernest Brown   | 25 ottobre | Olympiacos        |

## Roster
| N°  | Naz.                   | Ruolo | Sportivo         | Anno | Alt. | Peso |
| --- | ---------------------- | ----- | ---------------- | ---- | ---- | ---- |
| 0   | Stati Uniti (bandiera) | A     | Walter McCarty   | 1974 | 208  | 104  |
| 7   | Stati Uniti (bandiera) | A     | Tom Gugliotta    | 1969 | 208  | 109  |
| 7-8 | Stati Uniti (bandiera) | A     | Al Jefferson     | 1985 | 208  | 120  |
| 9   | Stati Uniti (bandiera) | A     | Justin Reed      | 1982 | 203  | 109  |
| 11  | Stati Uniti (bandiera) | G     | Marcus Banks     | 1981 | 188  | 91   |
| 12  | Stati Uniti (bandiera) | G     | Ricky Davis      | 1979 | 198  | 88   |
| 13  | Stati Uniti (bandiera) | G     | Delonte West     | 1983 | 193  | 82   |
| 20  | Stati Uniti (bandiera) | G     | Gary Payton      | 1968 | 193  | 82   |
| 30  | Stati Uniti (bandiera) | C     | Mark Blount      | 1975 | 213  | 104  |
| 34  | Stati Uniti (bandiera) | A     | Paul Pierce      | 1977 | 198  | 104  |
| 42  | Stati Uniti (bandiera) | G     | Tony Allen       | 1982 | 193  | 97   |
| 43  | Stati Uniti (bandiera) | C     | Kendrick Perkins | 1984 | 208  | 127  |
| 44  | Rep. Ceca (bandiera)   | G     | Jiří Welsch      | 1980 | 201  | 94   |
| 45  | Stati Uniti (bandiera) | AC    | Raef LaFrentz    | 1976 | 211  | 109  |
| 88  | Stati Uniti (bandiera) | A     | Antoine Walker   | 1976 | 203  | 102  |

## Staff tecnico
- Allenatore: Doc Rivers
- Vice-allenatori: Armond Hill, Dave Wohl, Tony Brown, Jim Brewer, Paul Pressey, Kevin Eastman
- Preparatore atletico: Ed Lacerte

## Premi
- Al Jefferson: 2° quintetto di esordienti